# Munnekezijl
Munnekezijl (en frison : Muntsjesyl, en bas-saxon : Muntjesiel) est un village de la commune néerlandaise de Noardeast-Fryslân, situé dans la province de Frise.

## Géographie
Le village est situé à 18 km à l'est de Dokkum, à la limite avec la province de Groningue.

## Histoire
Munnekezijl fait partie de la commune de Kollumerland en Nieuwkruisland avant le 1er janvier 2019, où celle-ci est supprimée et fusionnée avec Dongeradeel et Ferwerderadiel pour former la nouvelle commune de Noardeast-Fryslân.

## Démographie
Le 1er janvier 2018, le village comptait 500 habitants.